# Ludwinów (powiat puławski)
Ludwinów (Ludwinów Czesławicki) – wieś w Polsce położona w województwie lubelskim, w powiecie puławskim, w gminie Nałęczów.
W latach 1975–1998 miejscowość należała administracyjnie do województwa lubelskiego.
Wieś stanowi sołectwo gminy Nałęczów. Według Narodowego Spisu Powszechnego z roku 2011 wieś liczyła 87 mieszkańców.
Wierni Kościoła rzymskokatolickiego należą do parafii św. Jana Chrzciciela w Nałęczowie.

## Historia
Wieś pojawia się na mapach około 1901 roku, kolejno w spisie powszechnym miejscowości z roku 1921 jako kolonia, kolonią jest także w spisie z roku 1933. Od 1952 roku wieś.